# Florian Breitenberger
Florian Breitenberger (Merano, 11 novembre 1983) è uno slittinista italiano, compete su pista naturale.
È un atleta che compete nella coppa del mondo.

## Palmarès

### Mondiali su pista naturale
- 2 medaglie:
  - 2 bronzi (gara a squadre a Nova Ponente 2013, singolo a Sankt Sebastian 2015)

### Mondiali juniores su pista naturale
- 1 medaglia:
  - 1 argento (singolo a Valle di Casies 2002)

### Europei juniores su pista naturale
- 2 medaglie:
  - 1 oro (singolo a Tires 2001)
  - 1 argento (singolo a Kreuth 2003)

### Campionati italiani su pista naturale
- 1 medaglia:
  - 1 argento

### Coppa del Mondo su pista naturale
- Miglior piazzamento in classifica generale nel singolo: 3º nel 2004/05, 2005/06 e 2007/08.
- Miglior piazzamento in classifica generale nel doppio: 9º nel 2009/10, 2010/11.
- 15 podi (tutti nel singolo):
  - 3 vittorie;
  - 3 secondi posti;
  - 9 terzi posti.

#### Coppa del Mondo - vittorie
| Data            | Luogo    | Paese   | Disciplina |
| --------------- | -------- | ------- | ---------- |
| 20 gennaio 2002 | Hüttau   | Austria | Singolo    |
| 22 gennaio 2006 | Valdaora | Italia  | Singolo    |
| 13 gennaio 2008 | Umhausen | Austria | Singolo    |